# Tabea Schendekehl
Tabea Schendekehl, född den 29 november 1998 i Lünen, är en tysk roddare.

## Karriär
Tabea Schendekehl tog brons tillsammans med de tyska damerna i scullerfyra vid olympiska sommarspelen 2024 i Paris.